# Tamopsis rossi
Tamopsis rossi är en spindelart som beskrevs av Baehr 1987. Tamopsis rossi ingår i släktet Tamopsis och familjen Hersiliidae.
Artens utbredningsområde är Western Australia. Inga underarter finns listade i Catalogue of Life.